# Rhodon
Rhodon är en kommun i departementet Loir-et-Cher i regionen Centre-Val de Loire i de centrala delarna av Frankrike. Kommunen ligger i kantonen Selommes som tillhör arrondissementet Vendôme. År 2022 hade Rhodon 116 invånare.

## Befolkningsutveckling
Antalet invånare i kommunen Rhodon
| Referens: INSEE |